# Bystrička (powiat Martin)
Bystrička – wieś (obec) w północnej Słowacji, w powiecie Martin, w kraju żylińskim. Wieś wzmiankowana po raz pierwszy w 1258 roku jako Bistricha.